# Lacernidae
Lacernidae zijn een familie van mosdiertjes uit de orde Cheilostomatida en de klasse van de Gymnolaemata.

## Geslachten
- Arthropoma Levinsen, 1909
- Cheilonellopsis Gordon, 2014
- Cribellopora Gautier, 1957
- Cylindroporella Hincks, 1877
- Lacerna Jullien, 1888
- Ministiaphila De Blauwe & Gordon, 2014
- Nimba Jullien in Jullien & Calvet, 1903
- Nimbella Jullien in Jullien & Calvet, 1903
- Phonicosia Jullien, 1888
- Ralepria Hayward, 1991
- Rogicka Uttley & Bullivant, 1972
- Schizocoryne Hayward & Winston, 2011
- Vitrius Parker & Gordon, 1992
- Woosukia Min, Seo, Grischenko, Lee & Gordon, 2017